# Моррос, Борис Михайлович
Борис Михайлович Моррос (англ. Boris Morros, также Морроз или Мороз; 1 января 1891 — 8 января 1963) — американский кинодеятель, член Коммунистической партии США, двойной агент советской разведки и ФБР. Работал в компании Paramount Pictures, где продюсировал фильмы и руководил музыкальным отделом.

## Биография
Моррос родился в Санкт-Петербурге в семье Менделя Мороза и Малки Эпельман. В конце 1922 года он эмигрировал со своей семьей, отправившись из Константинополя в Нью-Йорк на пароходе «Константинополь».
В 1934 году Моррос начал сотрудничество с советской разведкой, его первым контактом стал в 1936 году Василий Зарубин.
В загадочном письме «мистера Гувера» (англ. Mr. Guver), отправленном директору ФБР Дж. Эдгару Гуверу в 1943 году из анонимного источника, которым, как сейчас принято считать, был офицер КГБ Василий Миронов, Моррос назван агентом, работающим с советской разведкой, а Елизавета Зарубина указана как связной Морроса.
В декабре 1943 года Зарубина ездила с Морросом в Коннектикут, где они встретились с Альфредом Стерном и его женой Мартой Додд Стерн. Советская разведка хотела использовать инвестиции Стернов в нотное издательство Морроса для прикрытия разведывательной деятельности: Стерны вложили 130000 долларов в бизнес Бориса Морроса.
В 1947 году Моррос стал двойным агентом, начав сотрудничать с ФБР. В частности, он сообщил о Джеке Собле и членах его шпионской сети, а также передавал в Москву малозначительные секретные сведения и дезинформацию. Кодовое имя Морроса в советской разведке и файлах проекта Венона было «МОРОЗ».
Уже будучи двойным агентом, Моррос запросил средства у МГБ для создания телевизионной сети в США. Согласно его предложению, такая сеть могла служить прикрытием для шпионажа, но МГБ не пошло на финансирование этого проекта.
В 1960 году на экраны вышел фильм «Человек на веревочке» (англ. Man on a String), частично основанный на приключениях Морроса в качестве контрразведчика. Популярный тогда актер Эрнест Боргнин сыграл прототип Морроса, а сам Моррос был соавтором сценария.
Моррос работал в Paramount Pictures на нескольких должностях. Среди его работ в кино: The Flying Deuces (1939) с Лорелом и Харди и Second Chorus (1940) с Полетт Годдар и Фредом Астером. Моррос также работал с Бингом Кросби, Джинджер Роджерс, Мартой Рэй и Руди Валле. Моррос также возглавлял музыкальный отдел Paramount, куда привлек таких композиторов, как Джордж Антейл и др.
Моррос скончался в Нью-Йорке 8 января 1963 года.

## Избранная фильмография
- Night of Mystery (1937)
- The Flying Deuces (1939)